# 헤로니모 룰리
헤로니모 룰리(스페인어: Gerónimo Rulli, 1992년 5월 20일~)는 아르헨티나의 축구 선수로 현재 네덜란드 에레디비시의 아약스에서 골키퍼로 뛰고 있다.